# Грюнвальд, Александер
Александер Грюнвальд (нем. Alexander Grünwald; родился 1 мая 1989 года в Клагенфурт-ам-Вёртерзе, Австрия) — австрийский футболист, полузащитник.

## Клубная карьера

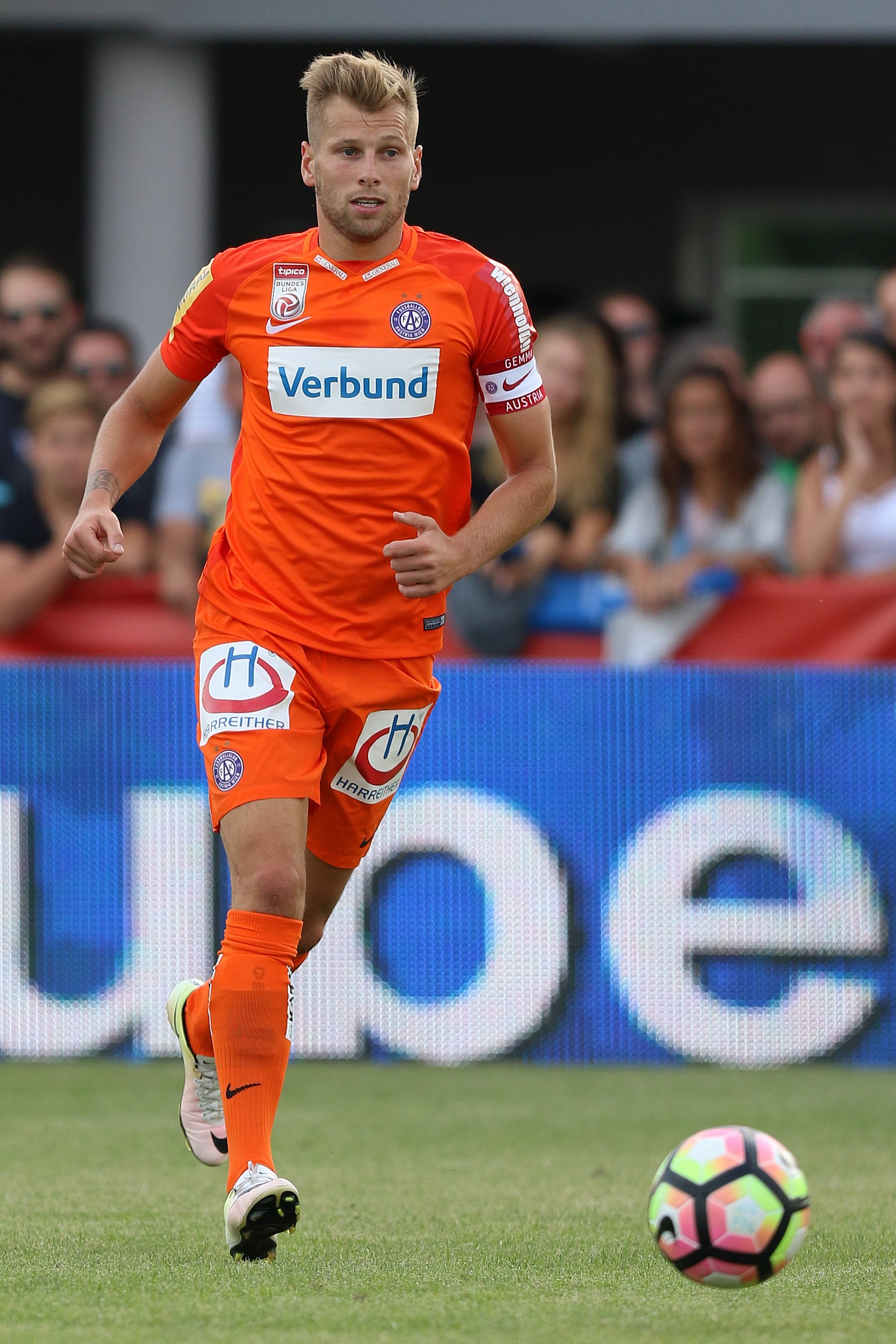
Грюнвальд в составе «Аустрии»

Грюнвальд — воспитанник клубов «Карнтен» и венской «Аустрии». 13 апреля 2007 года в матче против «Адмира Ваккер Мёдлинг» он дебютировал в австрийской Бундеслиге. В 2008 году для получения игровой практики Александер перешёл «Винер-Нойштадт». В своём дебютном сезоне Грюнвальд помог клубу выиграть первенство Первой австрийской лиги и выйти в элиту. 17 июля 2009 года в матче против «Аустрия Кернтен» он дебютировал за клуб на высшем уровне. В 2011 году Грюнвальд вернулся в «Аустрию». 18 сентября в поединке против «Маттерсбурга» Александер сделал «дубль», забив свои первые голы за столичный клуб. 29 сентября в матче Лиги Европы против шведского «Мальмё» он отметился забитым мячом. В 2013 году Грюнвальд помог Аустрии выиграть чемпионат. В 2016 году в поединках Лиги Европы против румынской «Астры» и итальянской «Ромы» он отметился забитыми голами.

## Достижения
Командные
 «Аустрия Вена»
- Победитель австрийской Бунделиги — 2012/2013